# Joppa basimacula
Joppa basimacula là một loài tò vò trong họ Ichneumonidae.